# Rudnik nad Sanem
Rudnik nad Sanem là một thị trấn thuộc huyện Niżański, tỉnh Podkarpackie ở đông-nam Ba Lan. Thị trấn có diện tích 37 km². Đến ngày 1 tháng 1 năm 2011, dân số của thị trấn là 6753 người và mật độ 185 người/km².